# 天筒山
天筒山（てづつやま）は、福井県敦賀市にある小山である。標高171.3m。戦国期には、朝倉氏の出城が築かれ、攻め込んだ織田信長、徳川家康、木下秀吉らとの攻防戦が行われた。

## 概要
山の一部が敦賀湾に面しており、西側周辺は市街地と隣接している。JR敦賀駅からでも3km程度しか離れてない。山頂に金ヶ崎公園があり敦賀湾や市内が一望できる展望台も設置されている。
毎年春になると金ヶ崎宮で花換まつりが開催される。桜はソメイヨシノを人為的に集中して植えられたものであり、最近になって桜の木に病気の被害が報告されている。
大正天皇が敦賀にこられた際に休息のために設けられた鴎ヶ崎広場があるが、広場のすぐ前にタンクが立地しているため眺めはあまりよくない。

## 登山道
登山道（ハイキングコース）が整備されていて、登頂ルートは2つある。登山口側から山頂までは段差はないが急勾配であり舗装されている。金ヶ崎宮を経由するルートは未舗装部分もあるが、階段があるので緩やかである。登山道側・金ヶ崎宮側両方に駐車スペースがある。
周辺が市街地ということもあり街中から直接登山道口まで行くことができるので、散歩や遠足に利用される。
中池見湿地が天筒山を挟んだ東側一帯に広がっている。カモシカや熊の目撃報告が年に数回あるので一応警戒したほうがよい。

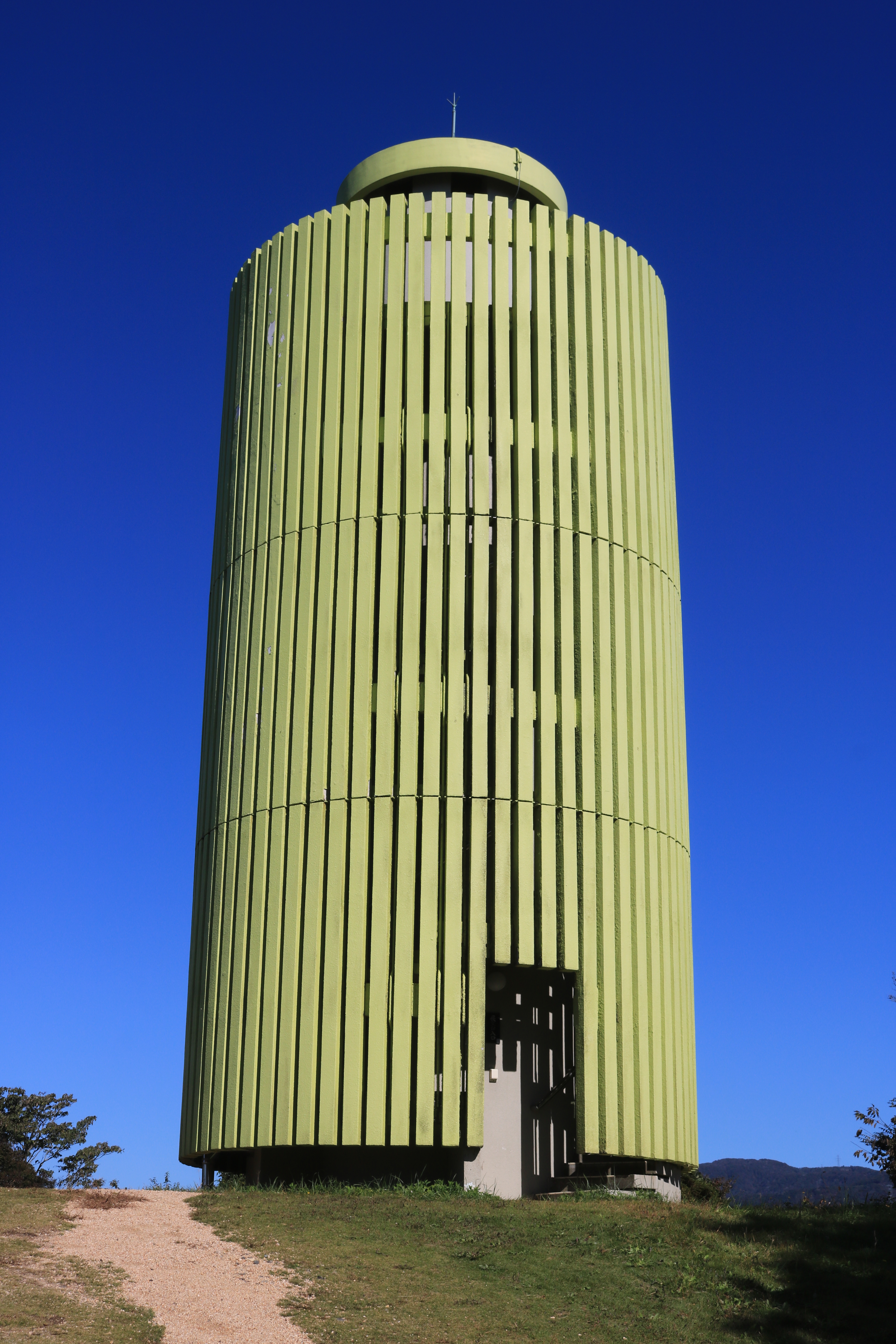
山頂にある展望台
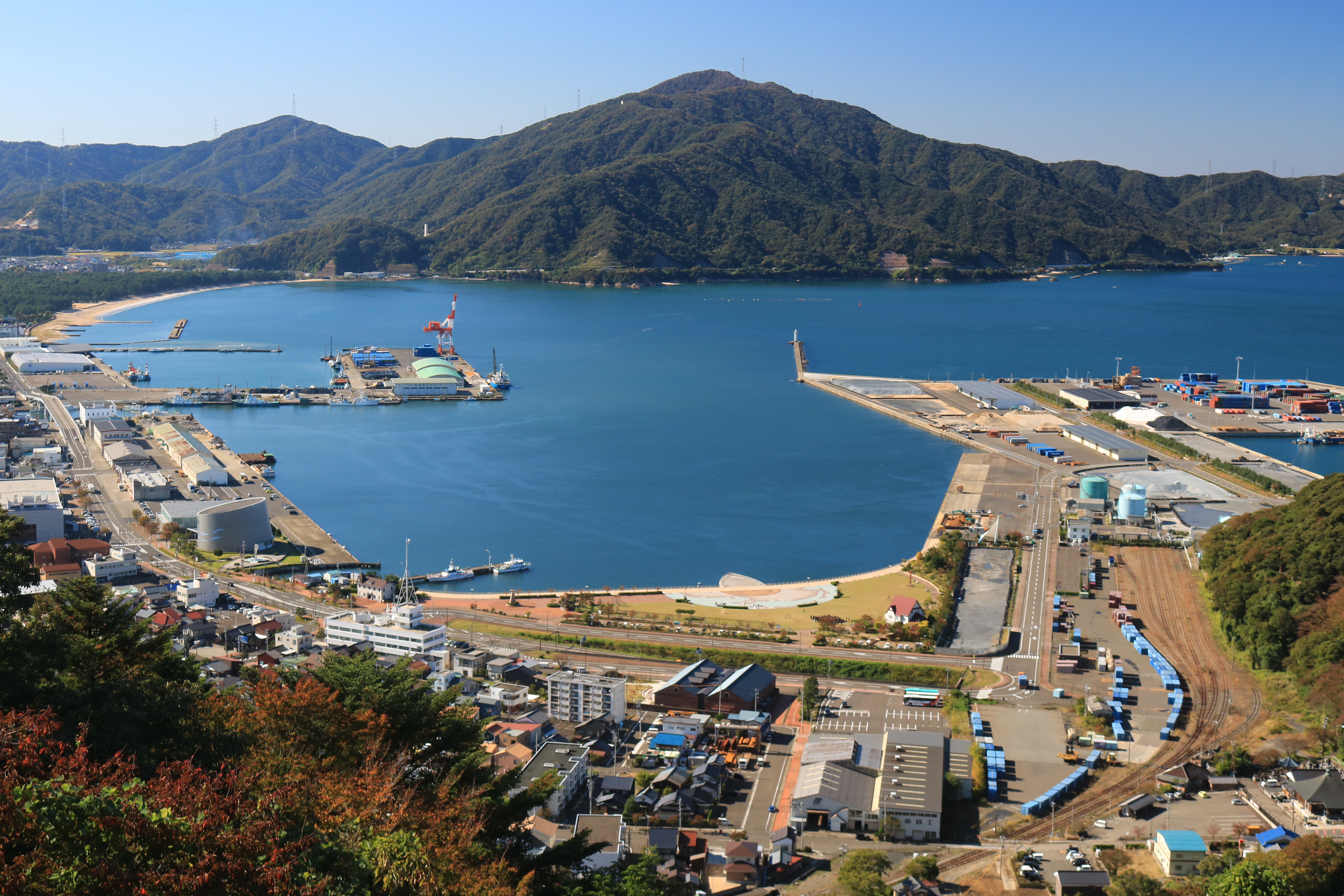
山頂から望む敦賀港と中央奥の三内山
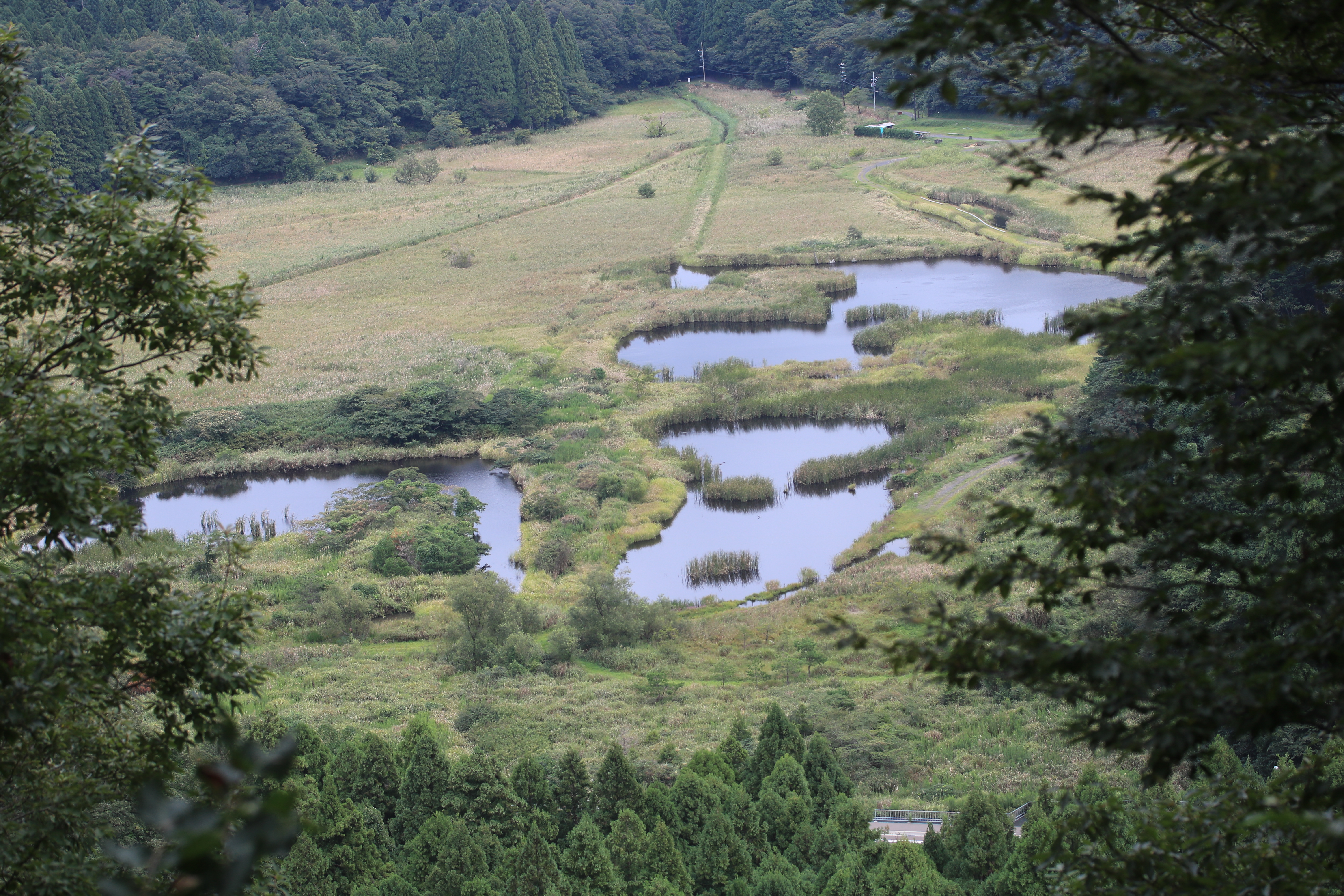
山頂から望む中池見湿地

## 周辺
- 天筒浄化センター
- 気比神宮
- 敦賀港駅